# Fluorid erbitý
Fluorid erbitý je anorganická sloučenina s chemickým vzorcem ErF3.

## Příprava
Fluorid erbitý lze připravit reakcí dusičnanu erbitého s fluoridem amonným:
Er(NO3)3 + 3 NH4F → 3 NH4NO3 + ErF3
Fluorid erbitý lze také připravit z prvků:
2 Er + 3 F2 → 2 ErF3
Lze jej také připravit reakcí kyseliny fluorovodíkové s chloridem erbitým.

## Vlastnosti
Fluorid erbitý je narůžovělá pevná látka bez zápachu, která je nerozpustná ve vodě. Krystalizuje v ortorombické soustavě s prostorovou grupou Pnma (Číslo 62).

## Využití
Fluorid erbitý lze využít k výrobě materiálů propouštějících infračervené světlo a luminiscenčních upkonverzních materiálů.